# 谷岡牧場
有限会社谷岡牧場（たにおかぼくじょう）は、北海道日高郡新ひだか町に所在する競走馬生産牧場。1935年創業。主な生産馬にそれぞれ中央競馬の年度代表馬となったトウメイ、サクラローレル、1988年東京優駿（日本ダービー）などの優勝馬サクラチヨノオーなどがいる。馬主として「サクラ」の冠名を使用するさくらコマースと関係が深いことでも知られる。

## 歴史
谷岡家は1882年に広島県から北海道に入植した。馬好きであった入植3世の谷岡増太郎が、1934年に沙流郡門別村厚賀に40町歩の土地を獲得、翌1935年には官営の真駒内種畜場からアラブ馬を購買し、牧場を創業した。1940年にはサラブレッドの生産馬第1号が生まれたが、翌1941年末の太平洋戦争勃発、1945年の敗戦後、連合国軍最高司令部による農地改革により土地と所有馬の多くを手放した。牧場は僅かに残った静内町（後の新ひだか町）の土地に移り、アラブ、サラブレッド1頭ずつの繁殖牝馬を以ての再出発となった。しばしアラブの生産を主にしていたが、1953年に戦後初めての自家生産サラブレッドが産まれ、間もなくして牧場はサラブレッド生産専業となった。
1960年代より牧場の差配を始めた2代目の谷岡幸一は、牧場の立地条件から転業も検討していたが、同時期に東京でさくらコマースを経営する馬主の全演植と出会い、その関係を通じて様々な影響を受け、改めて馬産に注力していった。1968年、生産馬ヒロダイコクが北九州記念を制し、牧場は開業35年目で重賞を初制覇。さらに1971年には牝馬トウメイが天皇賞（秋）と有馬記念を制し、八大競走制覇も果たした。またトウメイは同年牝馬として初めて年度代表馬に選出されるという栄誉も受けた。以後牧場は安定して活躍馬を輩出するようになる。
牧場の名をさらに高めたのが、幸一が1968年にイギリスで購買していた繁殖牝馬スワンズウッドグローヴである。中山牝馬ステークスを勝ったサクラセダンなど産駒5頭が中央競馬で20勝を挙げるという良績を残していたが、さらに孫世代以降から活躍馬が続出し、スワンズウッドグローヴの系統は谷岡牧場を代表する牝系となっていく。1983年にサクラセダンの子サクラトウコウが重賞を勝った事を皮切りに、1987年にはその弟のサクラチヨノオーが朝日杯3歳ステークスに優勝、さらに翌1988年には日本ダービーに優勝した。また、1988年にはサクラホクトオーがチヨノオーとの朝日杯3歳ステークス兄弟制覇も達成した。
1990年代以降もスワンズウッドグローヴの系統からはサクラセカイオー、サクラエイコウオーといった活躍馬が出た。また1995年には、全演植が社台ファーム早来から購買し、引退後谷岡牧場に預けていたサクラクレアーの子・サクラチトセオーとサクラキャンドル兄妹が、それぞれ天皇賞（秋）とエリザベス女王杯に優勝した。さらに1996年には全がフランスで購買したローラローラが日本で出産した持込馬・サクラローレルが天皇賞（春）に優勝、年末には有馬記念も制し、当年、牧場生産馬としてトウメイ以来2頭目の年度代表馬に選出された。
幸一の後は次男の谷岡康成が代表を務めている。

## 谷岡牧場とさくらコマース
谷岡牧場とさくらコマース（全演植）の結びつきの強さは競馬界で広く知られたが、さくらコマース所有馬の大半を管理した境勝太郎によれば、両者の繋がりはまず境が谷岡牧場の牧草の素晴らしさに目を留めて取引をしたことに始まる。境が谷岡牧場から購買した第一号馬ダイイチテンホウは最初の馬主を経て全に渡り、谷岡牧場、境勝太郎、全演植のトライアングルが築かれた最初となった。その後、全は生産馬の欠点も包み隠さず明らかにする谷岡幸一の心性に打たれ、境が難色を示すような馬まで含め、生産馬をほぼ丸ごと購買するようになったという。

## 主な生産馬
八大競走・GI級競走優勝馬
- トウメイ（1971年天皇賞・秋、有馬記念など重賞7勝）※谷岡増太郎名義
- サクラチヨノオー（1987年朝日杯3歳ステークス 1988年東京優駿など重賞3勝）
- サクラホクトオー（1988年朝日杯3歳ステークスなど重賞3勝）
- サクラチトセオー（1995年天皇賞・秋など重賞4勝）
- サクラキャンドル（1995年エリザベス女王杯など重賞3勝）
- サクラローレル（1996年天皇賞・春、有馬記念など重賞4勝）

その他中央競馬重賞優勝馬
- ヒロダイコク（1968年北九州記念、京阪杯、京都牝馬特別）※谷岡増太郎名義
- ファイブワン（1975年関屋記念）
- ブルーマックス（1980年アルゼンチン共和国杯、オールカマー）
- サクラトウコウ（1983年函館3歳ステークス 1986年七夕賞）
- サクラサエズリ（1989年京成杯3歳ステークス）
- サクラエイコウオー（1994年弥生賞 1996年七夕賞）
- サクラスピードオー（1996年京成杯、共同通信杯4歳ステークス）
- サクラプレジデント（2002年札幌2歳ステークス 2003年札幌記念 2004年中山記念）
- サクラセンチュリー（2004年鳴尾記念 2005年日経新春杯、アルゼンチン共和国杯）※新和分場生産馬
- カシアス/Kemono（2017年函館2歳ステークス）
- レイハリア（2021年葵ステークス、キーンランドカップ）
- サクラトゥジュール（2024年東京新聞杯、2025年京都金杯）[4]
- カピリナ（2025年函館スプリントステークス）

地方競馬重賞優勝馬
- ノースアイランド（1973年東海菊花賞）
- サクラアラシオー（1994年二十四万石賞）
- ラブミープラチナ（2011年OROターフスプリント）
- カプリフレイバー（2020年優駿スプリント、2021年川崎スパーキングスプリント）
- ラッキードリーム（2020年サッポロクラシックカップ、JBC2歳優駿、2021年北斗盃、北海優駿、王冠賞、2022年姫山菊花賞、園田金盃、2023年兵庫大賞典、イヌワシ賞、2024年白鷺賞、六甲盃）